# فرودگاه بیسکر
فرودگاه بیسکر (به انگلیسی: Beiseker Airport) یک فرودگاه همگانی است که یک باند فرود آسفالت دارد و طول باند آن ۸۹۹ متر است. این فرودگاه در کشور کانادا قرار دارد و در ارتفاع ۹۲۵ متری از سطح دریا واقع شده‌است.